# Ján Kadár
Ján Kadár (1. dubna 1918 Budapešť – 1. června 1979 Los Angeles) byl slovenský filmový scenárista a režisér, od roku 1952 blízký spolupracovník českého režiséra Elmara Klose. S ním natočil svoje nejznámější filmy jako Obchod na korze, který byl oceněn Oscarem. V roce 1968 emigroval a žil ve Spojených státech amerických.

## Na Slovensku
Kadár začal režírovat v Bratislavě po druhé světové válce s dokumentem Na troskách vyrastá život (1945). Poté vstoupil do KSČ a začal natáčet politicky motivované krátké dokumenty. V rámci této práce se v roce 1947 dostal ke Krátkému filmu Praha, kde se poprvé setkal s Elmarem Klosem, se kterým měl o něco později navázat osudovou spolupráci.

## 50. léta
Krátce na to se vrátil do Bratislavy, aby natočil svůj první celovečerní hraný film Katka (1950) podle scénáře Vratislava Blažka. S Klosem začal spolupracovat poté, co ho vyhodili v Bratislavě a Klos se ho zastal v Praze. První film natočili v roce 1952 pod jménem Únos. Nakonec spolu natočili celkem osm filmů, největšího úspěchu a ohlasu doznal film Obchod na korze z roku 1965, který získal o rok později ocenění Oscar za nejlepší cizojazyčný film. Tato jejich vzájemná 17 let trvající spolupráce byla přerušena až příchodem normalizace v roce 1968, neboť Kadár emigroval do USA.
Spolupráci si mezi sebou rozdělili tak, že Kadár více jednal s herci zatímco Klos se staral o výtvarnou, hudební část a střih filmu. Sám Klos popsal spolupráci: „Prostě dva hráči se sešli a doplňují se v tom, co umějí, ale i v tom, co neumějí. Vědí, kdy se na partnera mohou spolehnout a kdy ho sami musí podepřít.“ Na druhé straně Kadárův pomocný režisér Juraj Herz si všímal jejich propastného nesouladu a myslel si, že spolupráce je od Kadára pouze gesto vděku a samotný Klos je pro režii filmu zbytečný.

## Po odchodu z Československa
Po emigraci pracoval pro film i pro televizi v USA a Kanadě a vyučoval režii na Center for Advanced Film Studies Amerického filmového institutu. Ještě jednou se vrátil do Československa, aby s Klosem dokončil Touhu zvanou Anada (1969). Samostatně natočil v roce 1970 film Anděl Lavine podle povídky Bernarda Malamuda, v roce 1976 film Co mi otec nalhal (anglicky Lies My Father Told Me) s židovskou tematikou.

## Filmografie
- 1949 – Katka
- 1952 – Únos, s Elmarem Klosem
- 1955 – Hudba z Marsu, s E. Klosem
- 1957 – Tam na konečné, s E. Klosem
- 1958 – Tři přání, s E. Klosem
- 1963 – Smrt si říká Engelchen, s E. Klosem
- 1964 – Obžalovaný, s E. Klosem
- 1965 – Obchod na korze, s E. Klosem
- 1969 – Touha zvaná Anada, s E. Klosem
- 1970 – The Angel Levine (Anděl Levine), USA
- 1975 – Lies My Father Told Me (Co mi otec nalhal), Kanada